# Instituto Federal da Bahia
Instituto Federal da Bahia (IFBA) este o instituție de invățământ superior de stat din Brazilia, situată în orașul Salvador din statul Bahia. 
A fost înființată în anul 1910.